# Koeleweimolen
De Koeleweimolen in de Belgische stad Brugge bevindt zich op de Kruisvest, aan de rand van het stadscentrum. De molen kent zijn bouwjaar in 1996 en fungeert als korenmolen.

## Geschiedenis
De molen is een reconstructie van de Bosterhoutmolen. Deze stond oorspronkelijk in Meulebeke. De molen werd er gebouwd in 1765-1766 en bleef er functioneren tot in 1958.
Voor de aanleg van een nieuwe weg zou men de molen een vijftigtal meter verplaatsen. Toen men de molen gedemonteerd had, ging het plan echter niet meer door en heeft men de molen verkocht aan de stad Brugge. In 1996 heeft de stad Brugge de molen herbouwd en hem de Koeleweimolen genoemd.